# لینکلن گوردون
لینکلن گوردون (انگلیسی: Lincoln Gordon؛ ۱۰ سپتامبر ۱۹۱۳ – ۱۹ دسامبر ۲۰۰۹) سیاست‌مدار اهل ایالات متحده آمریکا بود.
وی همچنین برندهٔ جوایزی همچون بورسیه رودز شده‌است.